# Adoufe
Adoufe est une localité de la commune portugaise de Vila Real.

## Histoire
Selon les Memórias de Vila Real, en 1530 Adoufe était inscrite comme paroisse appartenant à la municipalité de Vila Real.